# 牧やすまさのスーパースクランブル
牧やすまさのスーパースクランブル（まきやすまさのすーぱーすくらんぶる）とは、STVラジオで、2008年3月31日から2013年3月29日まで放送されたラジオ番組である。
2011年4月以降は「牧とのりおのスーパースクランブル」（まきとのりおのスーパースクランブル）として放送していた。

## 放送時間
- ナイターイン／月曜〜金曜 15:00～17:57
- ナイターオフ／月曜〜金曜 15:00～18:00

## パーソナリティ
- 牧泰昌
- 吉川のりお（STVアナウンサー、2011年4月4日～）
- 谷口祐子（STVアナウンサー、2008年3月31日～2010年4月2日）
- 奈良愛美（フリーアナウンサー、2010年4月5日〜2011年4月1日）

## 概要
- 近年、HBCラジオの猛追を受け、聴取率では同時間帯単独トップを明け渡すなど、厳しい状況に立たされているSTVラジオの平日午後帯。平日16時・17時台の同局看板パーソナリティを13年に渡って務めてきた牧泰昌が、「牧泰昌の夕やけジャーナル」（2006年4月～）で15年半ぶりに夕方帯へ再登板して再起を狙う中、当番組では前時間帯番組の「ときめきワイド」を短縮して、時間枠を3時間に拡大してのリニューアルスタートとなる。因みにタイトルの「〜スクランブル」は、牧がキャスターで、STVラジオでは平日夕方帯初の情報生ワイドとして放送された『ラジオスクランブル』（1981年～86年）から来ているものと思われる。なお、牧のSTVラジオ平日15時台レギュラー登板は、これが初めて。
- HBCラジオのこの時間帯が、JRN全国ネット番組が連続するために、結果として箱番組が並んだ細切れ編成となってしまうのに対して、当番組は箱番組による中断が少なく、また電話インタビューやラジオカー中継で、スタジオ外からの声もふんだんに取り込んだ構成を取っているのが特徴。
- コーナー構成は、前番組（ときめきワイド15時台、夕やけジャーナル）を踏襲した形となっている。
- ナイターインの時は、実際は17:52ごろに終了し、以降は『STVラジオクローズアップベースボール』（STVアタックナイター･ぞっこんファイターズ中継の情報）を放送している。
- 聴取率週間など不定期に、抽選でプレゼントが当たる「ラジオ3Dクイズ」（同時に発せられた3つの単語を当てるクイズ）を実施している。
- 牧と女性アナウンサーでのコンビによる形態での放送は、2011年4月1日で終了。4月4日からは「スーパーヒットチャートなまらん」を5年半にわたって担当してきた吉川典雄アナウンサーとの男性コンビ（通称「のりまき」コンビ）で『牧とのりおのスーパースクランブル』とタイトルを改めて放送されている（テーマ曲やコーナー内容はそのまま引き継ぐ）。牧の男性コンビでの夕方ワイドは、明石英一郎アナウンサーとの「ドライビングパートナー・STVホットライン」以来、20年半ぶり。
- 2013年3月29日、5年にわたって放送されてきた番組は終了となったが、同日に終了した「ときめきワイド」と当番組を統合した同年4月1日からの新番組「どさんこラジオ」（月-金12:00-17:57）には、牧・吉川ともに引き続き出演する。

## オープニングテーマ曲
- DIMENSION『ROUND TRIP』（2010年4月〜）
  - かつて、STVラジオで放送されていた「室田智美のミュージックサタデー」やテレビ朝日系プロ野球中継のテーマ曲として使用されていた。札幌テレビ放送のライバル局・北海道テレビのキー局はそのテレビ朝日である（札幌テレビは日テレ系列ではあるが、STVラジオとは分社している）。

## コーナー
＜2011年ナイターイン期編成＞(4月4日現在）
- 15:00 オープニング
  - 15時台は音楽中心。曲の間にプレゼント告知や、世界の話題などと、以下のコーナーを挟む
- 15:10 スクランブル調査隊 牧はしりたがり
- 15:25 道路交通情報
- 15:30 ニュースフラッシュ
- 15:35 ジャパネットたかた ラジオショッピング
- 15:40 のりおです!リクエスト広場

吉川のりお担当に伴い「3時です!リクエスト広場」からタイトル改称。平日9:00～10:00に同局で放送している「9時ですリクエストプラザ」のパクリ。
- 15:53 家族に贈るとっておきの話…パーソナリティ：金子耕弐（ファミリー・フォーラム・ジャパン副代表）
- 15:59 4時の札幌時計台の鐘（生中継）

- 16:00 食の王国 北海道
- 16:15 ランラン号レポート
- 16:20 きょうの夕刊
- 16:30 お天気情報（日本気象協会 北海道支部から中継）
- 16:33 道路交通情報
- 16:35 牧やすまさの路地裏のスピリッツ
- 16:48 川中美幸 人・うた・心･･･制作：文化放送
- 16:57 メッセージ紹介

- 17:00 ニュース・パレード･･･制作：文化放送
- 17:13 （月〜木曜）のりまき広場（道内 地域の話題・電話インタビュー、吉川のりお加入に伴い「夕焼け横丁」から改題）
- 17:21 （金曜）アサヒスーパードライ まちの情熱きわめつけ（担当・堺なおこ）
- 17:32 道路交通情報
- 17:37 News＆Sportsチャートなまらん予告ほか

ファイターズ戦中継がある場合は「アタックナイター直前情報」を放送。球場と中継をつなぐ場合があるが、ビジターゲームの場合でも制作局（主にKBC・TBC、日本ハム主催試合が東京ドームで開催の場合はニッポン放送）から裏送りでクロストークを行う。なお、「スポーツスペシャル」と題してファイターズ戦を中継する場合は、「ファイターズスタジアム直前情報」にタイトル変更
- 17:43 ニュースフラッシュ
- 17:46 お天気情報（日本気象協会 北海道支部から中継）
- 17:48 ランラン号レポート
- 17:50 エンディング
- 17:52 STVラジオ クローズアップベースボール

STVアタックナイターで放送する試合の先発や打順などの情報を放送。
《ナイター中継が18:00からか、ナイター中継がないとき》
- 17:32 News＆Sportsチャートなまらん予告ほか

ファイターズ戦中継がある場合は「アタックナイター直前情報」を放送。なお、「スポーツスペシャル」と題してファイターズ戦を中継する場合は、「ファイターズスタジアム直前情報」にタイトル変更
- 17:46 ニュースフラッシュ
- 17:50 お天気情報（日本気象協会 北海道支部から中継）
- 17:55 エンディング

## 過去のコーナー
| STVラジオ 平日15：00〜18：00枠                                                           | STVラジオ 平日15：00〜18：00枠                                                           | STVラジオ 平日15：00〜18：00枠 |
| 前番組                                                                                   | 番組名                                                                                   | 次番組                         |
| ---------------------------------------------------------------------------------------- | ---------------------------------------------------------------------------------------- | ------------------------------ |
| 15:00 - ときめきワイド 16:00 - 牧泰昌の夕やけジャーナル （2006年4月3日 - 2008年3月28日） | 牧やすまさのスーパースクランブル ↓ 牧とのりおのスーパースクランブル （2008年3月31日 - ） | どさんこラジオ(12:00 - 17:57)  |